# Сиракјус (Канзас)
Сиракјус (енгл. Syracuse) град је у америчкој савезној држави Канзас.

## Демографија
По попису из 2010. године број становника је 1.812, што је 12 (-0,7%) становника мање него 2000. године.
| Група             | 2000.         | 2010.         |
| Белци             | 1.367 (74,9%) | 1.172 (64,7%) |
| Афроамериканци    | 13 (0,7%)     | 4 (0,2%)      |
| Азијати           | 15 (0,8%)     | 4 (0,2%)      |
| Хиспаноамериканци | 409 (22,4%)   | 592 (32,7%)   |
| Укупно            | 1.824         | 1.812         |